# SUPER☆GiRLS阿部夢梨のナイスゆめり!
『SUPER☆GiRLS阿部夢梨のナイスゆめり!』（スーパーガールズあべゆめりのナイスゆめり）は、ラジオ日本（RF）で放送されていたラジオ番組である。製作局のラジオ日本では2019年2月5日放送開始。

## 概要
女性アイドルグループSUPER☆GiRLSのメンバーである阿部夢梨が同局で持つ単独パーソナリティのラジオレギュラー番組。
前番組『SUPER☆GiRLS宮崎理奈のナイスみやり!』でパーソナリティを務めていた宮崎理奈が2019年1月11日をもってSUPER☆GiRLSを卒業し、番組も同年1月末で終了することを番組内で発表。その『宮崎理奈のナイスみやり!』から枠をネット局も含めて引き継ぐ形で本番組がスタートした。当初は2019年3月末までの期間限定番組の予定だったが、熊本放送以外の局では4月以降も継続が決まった。
番組開始当初のコンセプトは"16歳の等身大のトークであなたの心を必ず掴む! 30分トークバラエティ番組"で、阿部は「現役高校生の私、阿部夢梨が、学生らしい等身大で語るフレッシュなラジオ番組です。自分らしい言葉で、リスナーの皆さんと私と、実際にお話ししているかのような感覚になれるような30分をお届けしています!」と述べている。雑誌『ラジオ番組表』2020年秋号（三才ブックス）の特集「第13回 読者が選ぶ 好きなDJランキング」では、阿部がAM部門の第2位に選ばれている。
阿部のSUPER☆GiRLS卒業・引退に伴い番組は終了したが、“スパガ枠”としては残り、翌週の2024年1月7日から『SUPER☆GiRLSのナイスすぱが!』と改題された上でSUPER☆GiRLSの6期メンバーが番組を引き継ぐ。

## 出演者

### パーソナリティ
- 阿部夢梨（SUPER☆GiRLS）

### ゲスト
| #   | 放送日         | 名前                                                                | 備考・出典 |
| --- | -------------- | ------------------------------------------------------------------- | --- |
| 6   | 2019年3月12日  | 渡邉幸愛（SUPER☆GiRLS）                                             | サプライズゲスト |
| 11  | 2019年4月16日  | 西田ひらり（ONE CHANCE）                                            | [ 7 ] |
| 12  | 2019年4月23日  | 西田ひらり（ONE CHANCE）                                            | [ 7 ] |
| 16  | 2019年5月21日  | 大矢梨華子                                                          | サプライズゲスト |
| 17  | 2019年5月28日  | 長尾しおり（SUPER☆GiRLS）                                           | |
| 18  | 2019年6月4日   | 長尾しおり・石丸千賀（SUPER☆GiRLS）                                 | |
| 19  | 2019年6月11日  | 長尾しおり・石丸千賀（SUPER☆GiRLS）                                 | |
| 24  | 2019年7月16日  | 松田美里・三品瑠香（わーすた）                                      | [ 8 ] [ 9 ] |
| 25  | 2019年7月23日  | 松田美里・三品瑠香（わーすた）                                      | [ 8 ] [ 9 ] |
| 26  | 2019年7月30日  | 長尾しおり（SUPER☆GiRLS）                                           | サプライズゲスト |
| 27  | 2019年8月6日   | 石橋蛍・長尾しおり（SUPER☆GiRLS）                                   | サプライズゲスト（石橋） |
| 30  | 2019年8月27日  | 渡邉幸愛（SUPER☆GiRLS）                                             | |
| 31  | 2019年9月3日   | 渡邉幸愛（SUPER☆GiRLS）                                             | |
| 32  | 2019年9月10日  | 金澤有希・坂林佳奈（SUPER☆GiRLS）                                   | |
| 33  | 2019年9月17日  | 金澤有希・坂林佳奈（SUPER☆GiRLS）                                   | |
| 36  | 2019年10月8日  | 高見奈央                                                            | |
| 37  | 2019年10月15日 | 高見奈央                                                            | |
| 38  | 2019年10月22日 | 廣川奈々聖・松田美里（わーすた）                                    | [ 10 ] [ 11 ] |
| 39  | 2019年10月29日 | 廣川奈々聖・松田美里（わーすた）                                    | [ 10 ] [ 11 ] |
| 40  | 2019年11月5日  | 長尾しおり（SUPER☆GiRLS）                                           | サプライズゲスト（#40） |
| 41  | 2019年11月12日 | 長尾しおり（SUPER☆GiRLS）                                           | サプライズゲスト（#40） |
| 45  | 2019年12月10日 | 坂林佳奈（SUPER☆GiRLS）                                             | |
| 46  | 2019年12月17日 | 坂林佳奈・井上真由子（SUPER☆GiRLS）                                 | |
| 47  | 2019年12月24日 | 坂林佳奈・井上真由子（SUPER☆GiRLS）                                 | |
| 54  | 2020年2月11日  | 浅野杏奈・吉澤悠華（マジカル・パンチライン）                        | [ 12 ] |
| 55  | 2020年2月18日  | 浅野杏奈・吉澤悠華（マジカル・パンチライン）                        | [ 12 ] |
| 58  | 2020年3月10日  | 渡邉幸愛・長尾しおり（SUPER☆GiRLS）                                 | サプライズゲスト（長尾 #58）                                                                                                |
| 59  | 2020年3月17日  | 渡邉幸愛・長尾しおり（SUPER☆GiRLS）                                 | サプライズゲスト（長尾 #58）                                                                                                |
| 60  | 2020年3月24日  | 松田美里・小玉梨々華（わーすた）                                    | [ 13 ] [ 14 ] |
| 61  | 2020年3月31日  | 松田美里・小玉梨々華（わーすた）                                    | [ 13 ] [ 14 ] |
| 66  | 2020年5月5日   | 樋口なづな（SUPER☆GiRLS）                                           | 新型コロナウイルス感染症流行の影響で、パーソナリティ・ゲストともに自宅からのリモート収録。                                  |
| 67  | 2020年5月12日  | 門林有羽（SUPER☆GiRLS）                                             | 同上 |
| 68  | 2020年5月19日  | 松本愛花（SUPER☆GiRLS）                                             | 同上 |
| 75  | 2020年7月7日   | 田口俊輔                                                            | 『月刊エンタメ』8月号「新 アイドルとラジオ学」で同番組を取り上げたライター                                                  |
| 76  | 2020年7月14日  | 長尾しおり（SUPER☆GiRLS）                                           | |
| 78  | 2020年7月28日  | 三品瑠香（わーすた）                                                | [ 16 ] |
| 79  | 2020年8月4日   | 渡邉幸愛（SUPER☆GiRLS）                                             | |
| 80  | 2020年8月11日  | 渡邉幸愛（SUPER☆GiRLS）                                             | |
| 81  | 2020年8月18日  | 大矢梨華子                                                          | |
| 82  | 2020年8月25日  | 樋口なづな（SUPER☆GiRLS）                                           | |
| 84  | 2020年9月8日   | 坂元葉月・三品瑠香（わーすた）                                      | [ 17 ] |
| 85  | 2020年9月15日  | 坂元葉月（わーすた）                                                | [ 18 ] |
| 87  | 2020年9月29日  | 長尾しおり（SUPER☆GiRLS）                                           | |
| 88  | 2020年10月6日  | 長尾しおり（SUPER☆GiRLS）                                           | |
| 89  | 2020年10月13日 | 高見奈央                                                            | |
| 90  | 2020年10月20日 | 高見奈央                                                            | |
| 93  | 2020年11月10日 | 長尾しおり（SUPER☆GiRLS）                                           | |
| 94  | 2020年11月17日 | 長尾しおり（SUPER☆GiRLS）                                           | |
| 97  | 2020年12月8日  | 廣川奈々聖・松田美里（わーすた）                                    | [ 19 ] [ 20 ] |
| 98  | 2020年12月15日 | 廣川奈々聖・松田美里（わーすた）                                    | [ 19 ] [ 20 ] |
| 99  | 2020年12月22日 | 門林有羽（SUPER☆GiRLS）                                             | |
| 100 | 2020年12月29日 | 渡邉幸愛（SUPER☆GiRLS）                                             | |
| 101 | 2021年1月5日   | 渡邉幸愛・門林有羽（SUPER☆GiRLS）                                   | |
| 106 | 2021年2月9日   | 長尾しおり（SUPER☆GiRLS）                                           | |
| 107 | 2021年2月16日  | 長尾しおり（SUPER☆GiRLS）                                           | |
| 110 | 2021年3月9日   | 小玉梨々華・三品瑠香（わーすた）                                    | [ 21 ] [ 22 ] |
| 111 | 2021年3月16日  | 小玉梨々華・三品瑠香（わーすた）                                    | [ 21 ] [ 22 ] |
| 112 | 2021年3月23日  | 長尾しおり（SUPER☆GiRLS）                                           | |
| 113 | 2021年3月30日  | 長尾しおり（SUPER☆GiRLS）                                           | |
| 115 | 2021年4月13日  | 白藤環（えのぐ）                                                    | |
| 116 | 2021年4月20日  | 渡邉幸愛・坂林佳奈（SUPER☆GiRLS）                                   | |
| 117 | 2021年4月27日  | 渡邉幸愛・坂林佳奈（SUPER☆GiRLS）                                   | |
| 120 | 2021年5月18日  | 吉澤悠華・宇佐美空来 （マジカル・パンチライン）                     | ゲストのみリモート出演 |
| 121 | 2021年5月25日  | 吉澤悠華・宇佐美空来 （マジカル・パンチライン）                     | ゲストのみリモート出演 |
| 122 | 2021年6月1日   | 渡邉幸愛（SUPER☆GiRLS）                                             | |
| 123 | 2021年6月8日   | 渡邉幸愛（SUPER☆GiRLS）                                             | |
| 126 | 2021年6月29日  | 萩田帆風（SUPER☆GiRLS）                                             | ゲストのみ電話出演 |
| 127 | 2021年7月6日   | 竹内ななみ・田中想（SUPER☆GiRLS）                                   | ゲストのみ電話出演 |
| 131 | 2021年8月3日   | 吉澤悠華・宇佐美空来 （マジカル・パンチライン）                     | ゲストのみリモート出演 |
| 132 | 2021年8月10日  | 大矢梨華子・高見奈央                                                | |
| 133 | 2021年8月17日  | 竹内ななみ・田中想（SUPER☆GiRLS）                                   | ゲストのみリモート出演 |
| 134 | 2021年8月24日  | 竹内ななみ・田中想（SUPER☆GiRLS）                                   | ゲストのみリモート出演 |
| 139 | 2021年9月28日  | 田中想（SUPER☆GiRLS）                                               | |
| 140 | 2021年10月5日  | 田中想（SUPER☆GiRLS）                                               | |
| 142 | 2021年10月19日 | 門林有羽（SUPER☆GiRLS）                                             | |
| 143 | 2021年10月26日 | 門林有羽（SUPER☆GiRLS）                                             | |
| 144 | 2021年11月2日  | 松田美里（わーすた）                                                | [ 28 ] [ 29 ] |
| 145 | 2021年11月9日  | 松田美里（わーすた）                                                | [ 28 ] [ 29 ] |
| 146 | 2021年11月16日 | 樋口なづな（SUPER☆GiRLS）                                           | |
| 147 | 2021年11月23日 | 樋口なづな（SUPER☆GiRLS）                                           | |
| 150 | 2021年12月14日 | 坂元葉月（わーすた）                                                | [ 30 ] |
| 152 | 2021年12月28日 | 田中想（SUPER☆GiRLS）                                               | |
| 154 | 2022年1月11日  | 長尾しおり（SUPER☆GiRLS）                                           | |
| 159 | 2022年2月15日  | 萩田帆風（SUPER☆GiRLS）                                             | |
| 160 | 2022年2月22日  | 萩田帆風（SUPER☆GiRLS）                                             | |
| 163 | 2022年3月15日  | 竹内ななみ（SUPER☆GiRLS）                                           | |
| 164 | 2022年3月22日  | 竹内ななみ（SUPER☆GiRLS）                                           | |
| 165 | 2022年3月29日  | 坂林佳奈・竹内ななみ（SUPER☆GiRLS）                                 | 阿部が体調不良により欠席したため、リモート出演で坂林と竹内が代理でパーソナリティを務めた。                                  |
| 166 | 2022年4月3日   | 坂林佳奈・竹内ななみ（SUPER☆GiRLS）                                 | 阿部が体調不良により欠席したため、リモート出演で坂林と竹内が代理でパーソナリティを務めた。                                  |
| 167 | 2022年4月10日  | 長尾しおり（SUPER☆GiRLS）                                           | |
| 168 | 2022年4月17日  | 長尾しおり（SUPER☆GiRLS）                                           | |
| 169 | 2022年4月24日  | 安藤咲桜                                                            | ゲストのみリモート出演 |
| 170 | 2022年5月1日   | 門林有羽・樋口なづな（SUPER☆GiRLS）                                 | |
| 171 | 2022年5月8日   | 門林有羽・樋口なづな（SUPER☆GiRLS）                                 | |
| 174 | 2022年5月29日  | 坂林佳奈（SUPER☆GiRLS）                                             | |
| 175 | 2022年6月5日   | 坂林佳奈（SUPER☆GiRLS）                                             | |
| 176 | 2022年6月12日  | 萩田帆風（SUPER☆GiRLS）                                             | |
| 177 | 2022年6月19日  | 萩田帆風（SUPER☆GiRLS）                                             | |
| 178 | 2022年6月26日  | 金澤有希（SUPER☆GiRLS）                                             | 体調不良によりパーソナリティのみリモート出演                                                                                |
| 179 | 2022年7月3日   | 金澤有希（SUPER☆GiRLS）                                             | 体調不良によりパーソナリティのみリモート出演                                                                                |
| 180 | 2022年7月10日  | 坂林佳奈（SUPER☆GiRLS）                                             | 体調不良によりパーソナリティのみリモート出演                                                                                |
| 181 | 2022年7月17日  | 坂林佳奈（SUPER☆GiRLS）                                             | 体調不良によりパーソナリティのみリモート出演                                                                                |
| 182 | 2022年7月24日  | 長尾しおり（SUPER☆GiRLS）                                           | 体調不良によりパーソナリティのみリモート出演                                                                                |
| 183 | 2022年7月31日  | 長尾しおり・金澤有希・坂林佳奈・樋口なづな・萩田帆風（SUPER☆GiRLS） | サプライズゲスト（金澤・坂林・樋口・萩田） 体調不良によりパーソナリティの阿部、及びゲストの金澤・坂林・萩田はリモート出演。 |
| 186 | 2022年8月21日  | 竹内ななみ（SUPER☆GiRLS）                                           | ゲストのみリモート出演 |
| 187 | 2022年8月28日  | 竹内ななみ（SUPER☆GiRLS）                                           | ゲストのみリモート出演 |
| 192 | 2022年10月2日  | 三品瑠香（わーすた）                                                | [ 40 ] [ 41 ] |
| 193 | 2022年10月9日  | 三品瑠香（わーすた）                                                | [ 40 ] [ 41 ] |
| 198 | 2022年11月13日 | 長尾しおり（SUPER☆GiRLS）                                           | 体調不良によりパーソナリティのみリモート出演                                                                                |
| 199 | 2022年11月20日 | 長尾しおり（SUPER☆GiRLS）                                           | 体調不良によりパーソナリティのみリモート出演                                                                                |
| 200 | 2022年11月27日 | 金澤有希（SUPER☆GiRLS）                                             | |
| 201 | 2022年12月4日  | 金澤有希（SUPER☆GiRLS）                                             | |
| 202 | 2022年12月11日 | 樋口なづな（SUPER☆GiRLS）                                           | |
| 203 | 2022年12月18日 | 樋口なづな（SUPER☆GiRLS）                                           | |
| 211 | 2023年2月12日  | 長尾しおり（SUPER☆GiRLS）                                           | |
| 212 | 2023年2月19日  | 長尾しおり（SUPER☆GiRLS）                                           | |
| 213 | 2023年2月26日  | 鎌田彩樺・柏綾菜（SUPER☆GiRLS）                                     | |
| 214 | 2023年3月5日   | 鎌田彩樺・柏綾菜（SUPER☆GiRLS）                                     | |
| 215 | 2023年3月12日  | 河村果歩・羽渕花恋（SUPER☆GiRLS）                                   | |
| 216 | 2023年3月19日  | 河村果歩・羽渕花恋（SUPER☆GiRLS）                                   | |
| 217 | 2023年3月26日  | 吉澤悠華（マジカル・パンチライン）                                  | |
| 218 | 2023年4月2日   | 吉澤悠華（マジカル・パンチライン）・鎌田彩樺（SUPER☆GiRLS）         | |
| 221 | 2023年4月23日  | 竹内ななみ（SUPER☆GiRLS）                                           | |
| 222 | 2023年4月30日  | 竹内ななみ（SUPER☆GiRLS）                                           | |
| 225 | 2023年5月21日  | 櫻井陽夏（SUPER☆GiRLS）                                             | |
| 226 | 2023年5月28日  | 櫻井陽夏（SUPER☆GiRLS）                                             | |
| 231 | 2023年7月2日   | 坂林佳奈（SUPER☆GiRLS）                                             | |
| 232 | 2023年7月9日   | 坂林佳奈（SUPER☆GiRLS）                                             | |
| 235 | 2023年7月30日  | 柏綾菜・河村果歩（SUPER☆GiRLS）                                     | |
| 236 | 2023年8月6日   | 柏綾菜・河村果歩（SUPER☆GiRLS）                                     | |
| 239 | 2023年8月27日  | 竹内ななみ・鎌田彩樺（SUPER☆GiRLS）                                 | |
| 240 | 2023年9月3日   | 竹内ななみ・鎌田彩樺（SUPER☆GiRLS）                                 | |
| 241 | 2023年9月10日  | 渡辺萌菜（かすみ草とステラ）                                        | |
| 242 | 2023年9月17日  | 渡辺萌菜（かすみ草とステラ）                                        | |
| 245 | 2023年10月8日  | 新井ひとみ・庄司芽生（東京女子流）                                  | |
| 246 | 2023年10月15日 | 新井ひとみ・庄司芽生（東京女子流）                                  | |
| 247 | 2023年10月22日 | 門林有羽・田中想（SUPER☆GiRLS）                                     | |
| 248 | 2023年10月29日 | 門林有羽・田中想（SUPER☆GiRLS）                                     | |
| 251 | 2023年11月19日 | 竹内ななみ・櫻井陽夏（SUPER☆GiRLS）                                 | |
| 252 | 2023年11月26日 | 竹内ななみ・櫻井陽夏（SUPER☆GiRLS）                                 | |
| 253 | 2023年12月3日  | 廣川奈々聖・三品瑠香（わーすた）                                    | [ 43 ] [ 44 ] |
| 254 | 2023年12月10日 | 廣川奈々聖・三品瑠香（わーすた）                                    | [ 43 ] [ 44 ] |

## コーナー
ドクターYUMERIX
ドラマ『ドクターX〜外科医・大門未知子〜』のファンである阿部が"失敗しない外科パーソナリティ 大門阿部子"に扮して、リスナーから寄せられた相談や悩みをズバッと解決する。ナレーションはSUPER☆GiRLSのマネージャーが担当し、HARUOXやSOMAXなどのキャラクターとして出演することもある。2020年6月23日終了。以降、『恋はつづくよどこまでも』や『半沢直樹』など、ドラマからヒントを得たコーナーを展開している。
あざとくないゆめり
普段はあざといキャラの阿部が、リスナーから出されたお題をもとに様々なキャラになりきる。オチがついたとスタッフが判断するまで続けさせられる。
キス音のコーナー
リスナーから寄せられた励ましてほしい事や叶えたい事などに対して阿部がキス音で背中を押す。正式なコーナー名は放送時期に発表されているSUPER☆GiRLSの新曲タイトルから付けられるため、「コングラCHUレーション!!!!」「ナツカレ★バケーション」「片想いのシンデレラ」「ときめきHighレンchu!!!」などと変遷している。
あざといあいうえお作文
阿部の特技である"あいうえお作文(あざといセリフver.)"で、ゲストと対決する。しかし、この対決で敗北が続いたため、公式プロフィールの特技欄から"あいうえお作文(あざといセリフver.)"が消されることになった。

## 放送局・放送時間
| 放送対象地域 | 放送局              | 系列         | 放送日時                       | 放送期間                      | 放送時間変遷・備考 |
| ------------ | ------------------- | ------------ | ------------------------------ | ----------------------------- | --- |
| 関東広域圏   | ラジオ日本 (制作局) | 独立放送局   | 日曜日 2:30 - 3:00（土曜深夜） | 2019年2月5日 - 2023年12月31日 | 火曜日 22:00 - 22:30（2019年2月5日 - 3月26日） 火曜日 23:00 - 23:30（2019年4月2日 - 2022年3月29日、ラジオ日本NEXT枠） 日曜日 2:30 - 3:00（2022年4月3日 - 2023年12月31日） |
| 岐阜県       | ぎふチャン (GBS)    | 独立放送局   | -                              | 2019年2月9日 - 11月30日       | 土曜日 22:30 - 23:00 |
| 熊本県       | 熊本放送 (RKK)      | JRN・NRN系列 | -                              | 2019年2月7日 - 3月28日        | 木曜日 23:30 - 金曜日 0:00 |